# Crusaders Football Club
Pour les articles homonymes, voir Crusaders (homonymie).
Maillots
Actualités
Dernière mise à jour : 23 août 2024.
Le Crusaders Football Club, plus couramment abrégé en Crusaders FC, est un club nord-irlandais de football fondé en 1898 et basé à Belfast.
Disputant le championnat d'Irlande du Nord, ses couleurs sont le rouge et le noir. Les Crusaders ont joué le championnat Intermédiaire jusqu’en 1949 date à laquelle il a intégré le championnat après l’exclusion dramatique du club du Belfast Celtic.
Il joue des matchs à domicile au stade de Seaview, doté de 6 500 places.

## Histoire

### La fondation
Le Crusaders Football Club a été fondé en 1898. La première réunion du club s’est déroulé au 182 North Queen Street au domicile de Thomas Palmer qui avec Thomas Palmer, James McEldowney, John Hume et Thomas Wade composait le premier bureau directeur.
De nombreux noms ont été proposés pour le club. Parmi ceux-ci on trouve Rowan Star, Cultra United, Queen's Rovers, Mervue Wanderers et les Lilliputians. Thomas Wade souhaitait une dénomination plus internationale et suggéra le nom de Crusaders en hommage aux Croisés médiévaux.
Initialement le club ne participa qu’à des matchs amicaux car il était incapable d’assurer la présence permanente d’une équipe complète. Il engagea rapidement une équipe dans le championnat junior de Belfast. Les joueurs devaient payer un droit de 2 pence par match pour pouvoir jouer. Sans paiement le club ne les laissait pas pénétrer sur le terrain.
Le premier match officiel dont on a conservé une trace a eu lieu le 10 décembre 1898. C’est un match de la North Belfast Alliance contre le club de Bedford. Le rapport du match raconte qu’il s’agissait d’ « un splendide match gagné 5 buts à 2 par les Crusaders ».

### De 1900 à 1949
Les Crusaders ont participé à plusieurs championnats, la Dunville Alliance, l’Ormeau Junior Alliance, l’Alexandra Alliance, la Woodvale Alliance et l’Irish Football Alliance avant d’intégrer l’Irish Intermediate League en 1921. Le club devient rapidement un des meilleurs clubs junior du pays, mais malgré son impressionnante collection de trophées comprenant entre autres une victoire en championnat 1925-1926 dans l’Intermediate League, aucune de ses demandes d’intégration dans l'Irish League n’a été acceptée. La frustration du club était tellement grande que ses dirigeants ont même envisagé de demander l’intégration  des Crusaders au sein de la Scottish League ou de la  League of Ireland.
L’équipe a joué pendant ces années dans divers stades avant de se fixer à Seaview en 1921. Le premier terrain de jeu du club a été The Glen, devenu depuis une section d’Alexandra Park. Il y eut ensuite Cavehill Road, Simpson's Boiler Fields, Shore Road et Rokeby Park. Seaview a été officiellement inauguré le 3 septembre 1921 par le député William Grant avec un match entre les Crusaders et Cliftonville FC.
En raison de la Seconde Guerre mondiale, les Crusaders n’ont joué aucun match entre avril 1941 et septembre 1946.

## Bilan sportif

### Palmarès
| Compétitions nationales | Compétitions internationales                   |
| --- | ---------------------------------------------- |
| - Championnat d'Irlande du Nord (7) : - Champion : 1972-1973, 1975-1976, 1994-1995, 1996-1997, 2014-2015, 2015-2016 et 2017-2018. - Vice-champion : 1992-1993, 1995-1996, 2010-2011 et 2016-2017. - Coupe d'Irlande du Nord (6) : - Vainqueur : 1966-1967, 1967-1968, 2008-2009, 2018-2019, 2021-2022 et 2022-2023. - Finaliste : 1979-1980, 2010-2011 et 2011-2012. - Coupe de la Ligue d'Irlande du Nord (2) : - Vainqueur : 1996-1997 et 2011-2012. - Finaliste : 1986-1987, 1995-1996, 2007-2008 et 2019-2020. - Supercoupe d'Irlande du Nord (2) : - Vainqueur : 2022 et 2023. - Finaliste : 2015 et 2016. | - Setanta Sports Cup (1) : - Vainqueur : 2012. |

### Bilan européen
Légende
- Victoire ou qualification pour le tour suivant
- Match nul
- Défaite ou élimination de la compétition

Note : dans les résultats ci-dessous, le score du club est toujours donné en premier
| Saison    | Compétition               | Tour                | Club                    | Domicile | Extérieur | Total             |
| --------- | ------------------------- | ------------------- | ----------------------- | -------- | --------- | ----------------- |
| 1967-1968 | Coupe des coupes          | Seizièmes de finale | Valence CF              | 2 - 4    | 0 - 4     | 2 - 8             |
| 1968-1969 | Coupe des coupes          | Seizièmes de finale | IFK Norrköping          | 2 - 2    | 1 - 4     | 3 - 6             |
| 1973-1974 | Coupe des clubs champions | Seizièmes de finale | Dinamo Bucarest         | 0 - 1    | 0 - 11    | 0 - 12            |
| 1976-1977 | Coupe des clubs champions | Seizièmes de finale | Liverpool FC            | 0 - 5    | 0 - 2     | 0 - 7             |
| 1980-1981 | Coupe des coupes          | Seizièmes de finale | Newport County          | 0 - 0    | 0 - 4     | 0 - 4             |
| 1993-1994 | Coupe UEFA                | Tour préliminaire   | Servette FC             | 0 - 0    | 0 - 4     | 0 - 4             |
| 1995-1996 | Coupe UEFA                | Tour préliminaire   | Silkeborg IF            | 1 - 2    | 0 - 4     | 1 - 6             |
| 1996-1997 | Coupe UEFA                | Tour préliminaire   | Žalgiris Vilnius        | 2 - 1    | 0 - 2     | 2 - 3             |
| 1997-1998 | Ligue des champions       | Premier tour Q      | Dinamo Tbilissi         | 1 - 3    | 1 - 5     | 2 - 8             |
| 2009-2010 | Ligue Europa              | Deuxième tour Q     | Rabotnički Skopje       | 1 - 1    | 2 - 4     | 3 - 5             |
| 2011-2012 | Ligue Europa              | Deuxième tour Q     | Fulham FC               | 1 - 3    | 0 - 4     | 1 - 7             |
| 2012-2013 | Ligue Europa              | Premier tour Q      | Rosenborg BK            | 0 - 3    | 0 - 1     | 0 - 4             |
| 2013-2014 | Ligue Europa              | Premier tour Q      | Rosenborg BK            | 1 - 2    | 2 - 7     | 3 - 9             |
| 2014-2015 | Ligue Europa              | Premier tour Q      | Ekranas Panevėžys       | 3 - 1    | 2 - 1     | 5 - 2             |
| 2014-2015 | Ligue Europa              | Deuxième tour Q     | IF Brommapojkarna       | 1 - 1    | 0 - 4     | 1 - 5             |
| 2015-2016 | Ligue des champions       | Premier tour Q      | Levadia Tallinn         | 0 - 0    | 1 - 1     | 1E - 1            |
| 2015-2016 | Ligue des champions       | Deuxième tour Q     | Skënderbeu Korçë        | 3 - 2    | 1 - 4     | 4 - 6             |
| 2016-2017 | Ligue des champions       | Deuxième tour Q     | FC Copenhague           | 0 - 3    | 0 - 6     | 0 - 9             |
| 2017-2018 | Ligue Europa              | Premier tour Q      | FK Liepāja              | 3 - 1    | 0 - 2     | 3 - 3E            |
| 2018-2019 | Ligue des champions       | Premier tour Q      | Ludogorets Razgrad      | 0 - 2    | 0 - 7     | 0 - 9             |
| 2018-2019 | Ligue Europa              | Premier tour Q      | Olimpija Ljubljana      | 1 - 5    | 1 - 1     | 2 - 6             |
| 2019-2020 | Ligue Europa              | Premier tour Q      | B36 Tórshavn            | 2 - 0    | 3 - 2     | 5 - 2             |
| 2019-2020 | Ligue Europa              | Deuxième tour Q     | Wolverhampton Wanderers | 1 - 4    | 0 - 2     | 1 - 6             |
| 2022-2023 | Ligue Europa Conférence   | Premier tour Q      | Bruno's Magpies         | 3 - 1    | 1 - 2     | 4 - 3             |
| 2022-2023 | Ligue Europa Conférence   | Deuxième tour Q     | FC Bâle                 | 1 - 1    | 0 - 2     | 1 - 3             |
| 2023-2024 | Ligue Europa Conférence   | Premier tour Q      | FC Haka                 | 1 - 0    | 2 - 2     | 3 - 2             |
| 2023-2024 | Ligue Europa Conférence   | Deuxième tour Q     | Rosenborg BK            | 2 - 2    | 2 - 3 ap  | 4 - 5             |
| 2024-2025 | Ligue Conférence          | Premier tour Q      | Caernarfon Town         | 3 - 1 ap | 0 - 2     | 3 - 3 (7 - 8 tab) |

## Personnalités du club

### Présidents
- Stephen Bell
- Ronnie Millar

### Entraîneurs
| - Albert Mitchell (1950 - 1952) - Jackie Vernon (1952 - 1956) - Hugh Rankin (1956 - 1962) - Sammy McCrory (1962 - 1963) - Jimmy Murdough (1963 - 1966) - Ted Smyth (1966 - 1968) - Jimmy Todd (1968 - 1971) | - Billy Johnston (1971 - 1977) - Norman Pavis (1977 - 1979) - Ian Russell (1979 - 1983) - Clarke Frampton (1983) - Tommy Jackson (1983 - 1986) - Roy McDonald (1986) - Jackie Hutton (1986 - 1989) | - Roy Walker (1989 - 1998) - Aaron Callaghan (1998 - 1999) - Martin Murray (1999 - 2000) - Gary McCartney (2000 - 2002) - Alan Dornan (2002 - 2005) - Roy Bennett (2005) - Stephen Baxter (2005 - ) |

## Identité du club

### Logos du club

Ancien logo du club